# Penedo (gemeente)
Penedo is een plaats en gemeente in het zuiden van de Braziliaanse staat Alagoas. De stad ligt aan de monding van de rivier São Francisco en heeft meer dan 50.000 inwoners. Het ligt op zo'n 165 km afstand van de stad Maceió. Vanwege haar historisch centrum dat gekenmerkt wordt door barokke architectuur is Penedo een toeristische trekpleister.
De plaats is zetel van het rooms-katholieke bisdom Penedo.

## Geschiedenis
Penedo ontstond in 1560 als gehucht en werd oorspronkelijk bewoond door Caeté-indianen. Zij leefden hier voornamelijk van de jacht en van het vissen op de rivier São Francisco. Met de komst van de Portugezen werd het grondgebied van Penedo ten behoeve van het productieproces van suikerriet gebruikt. Nadat een door de Portugezen naar het gebied gestuurde bisschop verdween, werden de Caeté-Indianen voor zijn dood verantwoordelijk gehouden. Dientengevolge werden de Indianen door de begunstigde van het kapiteinschap van Pernambuco en later door zijn opvolger bestreden en gedwongen zich te vestigen op aan hen aangewezen plekken.
Later in 1636 werd het gehucht een dorp met de naam Villa do Penedo do Rio São Francisco. Het jaar daarop werd het dorp door de Nederlanders veroverd onder leiding van graaf Johan Maurits van Nassau. Hij liet er een fort bouwen: fort Maurits. In 1647 vertrokken de Nederlanders en in 1661 werd bij de Vrede van Den Haag de kolonie Nieuw Holland, waar het dorp bestuurlijk onder viel, formeel aan de Portugezen overgedragen.
Gedurende de 18e eeuw groeide de suikerrietkweek. Tijdens deze periode bereikte de productie haar hoogtepunt.
Het dorp kreeg in 1842 stadsrechten. In 1960 werd Penedo territoriaal ingedeeld in één hoofdwijk.
In 1996 werd de historische centrum van Penedo tot 'nationaal historisch erfgoed' verklaard.

## Geboren
- Ewerton (1989), voetballer